# 赤狐书生
《赤狐书生》（英語：Soul Snatcher），原名《春江花月夜》，2020年12月4日在中国大陆上映的古装奇幻片，导演伊力奇、宋灏霖，编剧冉甲男、李慧研、杨薇薇，改编自多多的小说《春江花月夜》，主演陈立农和李现。

## 剧情
《赤狐书生》讲述了狐妖“白十三”想要杀害书生“王子进”，取得仙丹升仙，最终却结成朋友的故事。

## 演出
| 名字         | 角色       | 备注                           |
| ------------ | ---------- | ------------------------------ |
| 陈立农       | 王子进     | 书生，主角                     |
| 李现         | 白十三     | 狐妖，主角                     |
| 哈妮克孜     | 英莲       | 莲花精                         |
| 裴魁山       | 何先生     | 白十三的老師                   |
| 姜超         | 朱掌柜     | 青蛙精                         |
| 張晨光       | 玄狐长老   | 狐族长老                       |
| 李晓川       | 張真人     | 阴阳道人                       |
| 王耀慶       | 刘道然     | 考场鬼魂                       |
| 郝劭文       | 驴店老板   |                                |
| 恬妞         | 鸡店老板娘 |                                |
| 杨紫(僅聲演) | 映无邪     | 白十三从玄狐长老拿走的狐族法器 |

## 制作
该片动作指导是《唐人街探案》系列伍刚，编剧是冉甲男（《封神三部曲》《画皮》）、李慧研、杨薇薇（《误杀》）。特效制作是美国、韩国、北京、台湾等多个国家和地区的特效团队负责制作。片方邀请日本音乐家久石让配乐，为该片还组建了一个39人交响乐队，许诚毅参与制作群妖动画，邱伟明出任美术指导，设计场景。

## 上映
2020年1月，原名《春江花月夜》，江志强将片名改成《赤狐书生》。1月17日，片方宣布该片在暑期上映，同时公布黄海设计的定档海报。8月11日，主角陈立农、李现造型海报公布，同时宣布该片在2020年11月上映。10月13日，片方宣布该片延期到12月4日上映，同时公布预告片。10月28日，官方发布由黄龄、李斯丹妮、张含韵演唱，改编自《狐狸叫》的《狐狸怎么叫》MV。11月2日，片方再度公布新预告片。12月2日，片方公布陈立农演唱的片尾曲《年少无邪》MV。12月4日，该片在中国大陆的影院上映。

### 票房
该片上映3天的票房是1.38亿元。

### 评分
豆瓣给该片的评分是5.3分。
貓眼给该片的评分是7.7分。

## 外部连接
- 豆瓣电影上《赤狐书生》的資料 （简体中文）
- 时光网上《赤狐书生》的資料（简体中文）
- 互联网电影数据库（IMDb）上《赤狐书生》的资料（英文）